# À la foire de l'est
Albums de Angelo Branduardi
La pulce d'acqua
(1977) Cogli la prima mela
(1980)
À la foire de l'est est un album de musique interprété par Angelo Branduardi.

## L'album
Il s'agit de la version française de l'album italien Alla fiera dell'est sorti en 1976 et de la première adaptation française (textes d'Étienne Roda-Gil) d'un album d'Angelo Branduardi ; la chanson-titre, une chanson à récapitulation adaptée de la chanson traditionnelle juive Had Gadia, est son premier grand succès en France.

## Liste des titres
- À la foire de l'est
- Les hérons
- Le vieillard et l'hirondelle
- Berceuse pour Sarah
- La série des nombres
- Funérailles
- L'homme et la nuée
- Sous le tilleul
- Loin de la frontière

Paroles : Étienne Roda-Gil / Musique : Angelo Branduardi

## Musiciens
- Tiziana Botticini : harpe
- Angelo Branduardi : guitare, violon, guitare octavine, luth
- Gigi Cappellotto : basse électrique
- Bruno de Filippi : bouzouki, cuica, banjo, sitar, harmonica basse
- Maurizio Fabrizio : guitare, luth
- Mario Lamberti : percussions
- Gianni Nocenzi : clarinette, piano
- Andy Surdi : batterie